# Conepatus chinga chinga
El chingue chileno, o chingüe chileno (Conepatus chinga chinga), es la subespecie típica de una especie de mofeta denominada Conepatus chinga. Es endémica del centro de Chile. 

## Descripción y costumbres

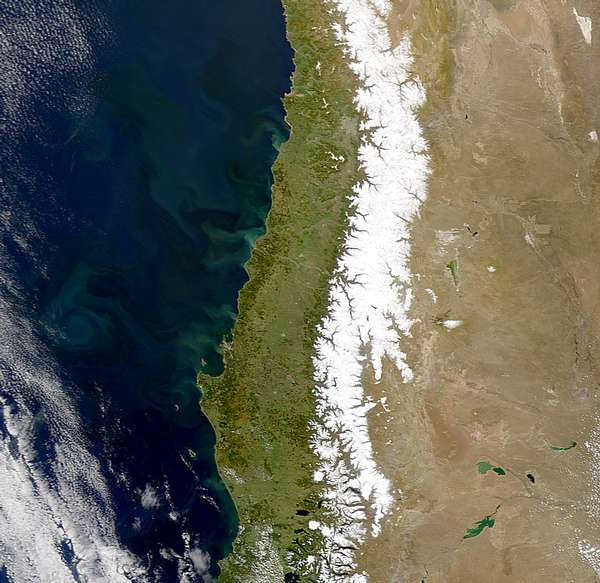
La región central de Chile es el área en que se distribuye esta subespecie.

Posee un cuerpo delgado, con una frondosa y larga cola. La cabeza presenta un hocico corto y fino. El pelaje destaca por ser de color negro, con una gran franca dorsal de color blanco. Bajo la cola, a ambos lados del ano, posee las glándulas anales que producen su característico y fétido líquido defensivo.
Pasan el día ocultos en alguna cueva; al llegar la noche entran en actividad, y salen a recorrer su territorio en busca de los organismos que integran su dieta: invertebrados, pequeños vertebrados, huevos y algunos vegetales.

## Descripción original
Fue descrita originalmente por Juan Ignacio Molina en el año 1782. La localidad tipo original es: "Chili,", pero fue restringida por Cabrera en el año 1957 a "alrededores de Valparaíso." [Chile].

## Hábitat y distribución
Esta subespecie es un endemismo de la zona Central de Chile, distribuyéndose desde Coquimbo por el norte, hasta la región de Magallanes.
Habita en bosques abiertos, arbustales, áreas rurales, etc. Altitudinalmente, se encuentra desde el nivel del mar hasta los 2500 m s. n. m.